# بسام کرد
بسام کُرد از پیشگامان سرایش شعر به زبان پارسی است. بسام از خوارج سیستان بود و به یعقوب لیث صفاری پناه آورده بود. از نوشتهٔ مؤلف ناشناختهٔ تاریخ سیستان بر می‌آید که شعرها گفته‌است. خود مؤلف از وی تنها شعری یاد می‌کند که به مناسبت قضیهٔ جنگ یعقوب با عمار خارجی سروده شده‌است:
| هر که نبود او به دل متهم    |  | بر اثر دعوت تو کرد نعم     |
| عمر ز عمار بدان شد بری      |  | کاوی خلاف آرد، تا لاجرم    |
| دید بلا بر تن و بر جان خویش |  | گشت به عالم تن او در الم   |
| مکه حرم کرد عرب را خدای     |  | عهد ترا کرد حرم در عجم     |
| هر که درآمد همه باقی شدند   |  | باز فنا شد که ندید این حرم |